# 1000-km-Rennen von Brands Hatch 1972

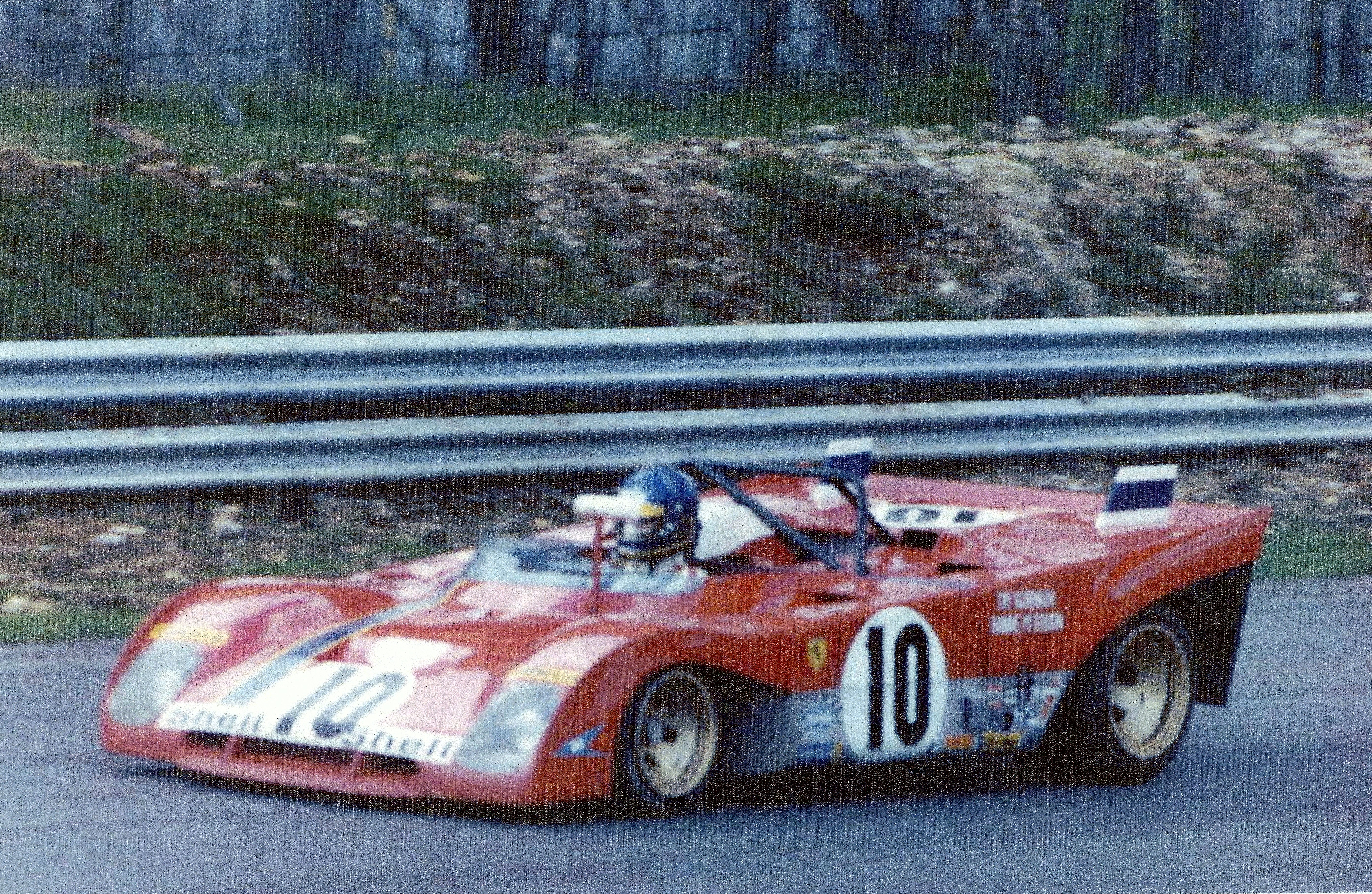
Ronnie Peterson im zweitplatzierten Ferrari 312PB

Das 1000-km-Rennen von Brands Hatch 1972, auch BOAC 1000 Kilometres World Championship Sports Car Race, Brands Hatch, fand am 16. April auf der Rennstrecke von Brands Hatch statt und war der vierte Wertungslauf der Sportwagen-Weltmeisterschaft dieses Jahres.

## Das Rennen
Beim 1000-km-Rennen von Brands Hatch fand der Zweikampf von Ferrari und Alfa Romeo in der Sportwagen-Weltmeisterschaft 1972 seine Fortsetzung. Im Qualifikationstraining erzielte Clay Regazzoni im Werks-Ferrari 312PB mit einer Zeit von 1.26,600 Minuten die schnellste Trainingszeit. Bestplatzierter Alfa Romeo war der T33/TT/3 von Peter Revson und Rolf Stommelen an der vierten Stelle; der Rückstand auf den schnellsten Ferrari betrug nur 1,3 Sekunden.
Nach anfänglich knappem Rennverlauf, setzten sich am Ende erneut die Werks-Ferrari durch. Jacky Ickx und Mario Andretti siegten vor ihren Teamkollegen Ronnie Peterson und Tim Schenken, sowie den Alfa-Romeo-Besatzungen Revson/Stommelen und Elford/de Adamich.

## Ergebnisse

### Schlussklassement
| 1                  | S 3.0 | 11 | Ferrari SpA S.E.F.A.C.                       | Jacky Ickx Mario Andretti                | Ferrari 312PB        | 235 |
| 2                  | S 3.0 | 10 | Ferrari SpA S.E.F.A.C.                       | Ronnie Peterson Tim Schenken             | Ferrari 312PB        | 234 |
| 3                  | S 3.0 | 8  | AutoDelta SpA                                | Peter Revson Rolf Stommelen              | Alfa Romeo T33/TT/3  | 233 |
| 4                  | S 3.0 | 5  | AutoDelta SpA                                | Vic Elford Andrea de Adamich             | Alfa Romeo T33/TT/3  | 231 |
| 5                  | S 3.0 | 9  | Ferrari SpA S.E.F.A.C.                       | Clay Regazzoni Brian Redman              | Ferrari 312PB        | 220 |
| 6                  | S 3.0 | 7  | AutoDelta SpA                                | Nanni Galli Helmut Marko                 | Alfa Romeo T33/TT/3  | 220 |
| 7                  | S 2.0 | 29 | Barclays International Racing with Lola Cars | Guy Edwards David Hobbs                  | Lola T290            | 218 |
| 8                  | S 2.0 | 35 | Worcestershire Racing Association            | John Bamford Brendan McInerney           | Chevron B19          | 212 |
| 9                  | S 3.0 | 2  | Bosch Racing Team Vienna                     | Otto Stuppacher Kurt Rieder              | Porsche 908/02       | 201 |
| 10                 | S 2.0 | 39 | John Gray                                    | John Gray Peter Gaydon                   | Chevron B19          | 199 |
| 11                 | S 2.0 | 31 | Squadra Tartaruga                            | Peter Ettmüller Walter Frey              | Chevron B19/21       | 191 |
| 12                 | S 2.0 | 27 | Martin Ridehalgh                             | Martin Ridehalgh Hervé LeGuellec         | Dulon LD11P          | 179 |
| Nicht klassiert    |       |    |                                              |                                          |                      |     |
| 13                 | S 3.0 | 5  | Gulf Research Racing Company                 | Derek Bell Gijs van Lennep               | Mirage M6            | 117 |
| Disqualifiziert    |       |    |                                              |                                          |                      |     |
| 14                 | S 2.0 | 34 | Brian Robinson                               | Brian Robinson François Migault          | Chevron B21          | 220 |
| Ausgefallen        |       |    |                                              |                                          |                      |     |
| 15                 | S 2.0 | 22 | Scuderia Brescia Corse                       | Mario Ilotte Franco Berruto              | Abarth 2000          | 190 |
| 16                 | S 3.0 | 4  | Ecurie Bonnier                               | Reine Wisell Gérard Larrousse            | Lola T280            | 112 |
| 17                 | S 3.0 | 1  | ATE Team                                     | Reinhold Joest Mario Casoni              | Porsche 908/03       | 110 |
| 18                 | S 2.0 | 26 | Cronks Garages                               | Tony Lanfranchi John Markey              | Gropa CMC            | 110 |
| 19                 | S 2.0 | 37 | Peter Smith                                  | Peter Smith David Welpton                | Chevron B19/21       | 109 |
| 20                 | S 2.0 | 38 | Peter Humble                                 | Peter Humble Nick May                    | Chevron B19          | 79  |
| 21                 | S 2.0 | 30 | William Tuckett                              | Andrew Fletcher John Watson              | Chevron B21          | 62  |
| 22                 | S 3.0 | 3  | Ecurie Bonnier                               | Chris Craft Gérard Larrousse             | Lola T280            | 32  |
| 23                 | S 2.0 | 21 | Osella Abarth Co. Ltd.                       | Arturo Merzario Toine Hezemans           | Abarth-Osella SE-021 | 16  |
| Nicht gestartet    |       |    |                                              |                                          |                      |     |
| 24                 | S 2.0 | 36 | Central Garage Ltd.                          | John Lepp John Burton George Silverwood  | Chevron B19          | 1   |
| 25                 | S 2.0 | 25 | Dorset Racing Associates                     | Tony Birchenhough Brian Joscelyne        | Lola T212            | 2   |
| Nicht qualifiziert |       |    |                                              |                                          |                      |     |
| 26                 | S 2.0 | 24 | Martin Davidson                              | Martin Davidson Jack Wheeler Hugh Dibley | Daren Mk.3           | 3   |
| 27                 | S 2.0 | 28 | Arthur Collier                               | Arthur Collier Jeremy Lord               | Daren Mk.3           | 4   |

1Unfall im Training
2Motorschaden im Training
3nicht qualifiziert
4nicht qualifiziert

### Nur in der Meldeliste
Hier finden sich Teams, Fahrer und Fahrzeuge, die ursprünglich für das Rennen gemeldet waren, aber aus den unterschiedlichsten Gründen daran nicht teilnahmen.
| Pos. | Klasse | Nr. | Team                                  | Fahrer                                         | Chassis      |
| ---- | ------ | --- | ------------------------------------- | ---------------------------------------------- | ------------ |
| 29   | S 2.0  | 23  | Hire International Racing Enterprises | Peter Hanson                                   | Chevron B16  |
| 30   | S 2.0  | 32  | Roger Heavens                         | Roger Heavens Mike Garton                      | Chevron B21  |
| 31   | S 2.0  | 33  | Intertech Steering Wheels             | Trevor Twaites Angus Clydesdale Barrie Maskell | Chevron B21  |
| 32   | S 2.0  | 40  | Martin Racing Developments            | Brian Martin Bob Howlings                      | Martin BM9   |
| 33   | S 2.0  | 41  | Huron Cars                            | Shaun Jackson                                  | Huron 2C4E   |
| 34   | S 2.0  | 42  | Tony Goodwin                          | Tony Goodwin Alistair Cowin                    | Dulon LD11   |
| 35   | S 2.0  | 43  | Ken Appleby                           | Ken Costello Ken Appleby                       | Costin Amigo |

### Klassensieger
| Klasse | Fahrer      | Fahrer         | Fahrzeug      | Platzierung im Gesamtklassement |
| ------ | ----------- | -------------- | ------------- | ------------------------------- |
| S 3.0  | Jacky Ickx  | Mario Andretti | Ferrari 312PB | Gesamtsieg                      |
| S 2.0  | Guy Edwards | David Hobbs    | Lola T290     | Rang 7                          |

### Renndaten
- Gemeldet: 35
- Gestartet: 27
- Gewertet: 13
- Rennklassen: 2
- Zuschauer: 80.000
- Wetter am Renntag: warm und trocken
- Streckenlänge: 4,265 km
- Fahrzeit des Siegerteams: 5:55:27,500 Stunden
- Gesamtrunden des Siegerteams: 235
- Gesamtdistanz des Siegerteams: 1002,219 km
- Siegerschnitt: 169,171 km/h
- Pole Position: Clay Regazzoni – Ferrari 312PB (#9) – 1:26,600 = 172,289 km/h
- Schnellste Rennrunde: Clay Regazzoni – Ferrari 312PB (#9) – 1:27,400 = 175,665 km/h
- Rennserie: 4. Lauf zur Sportwagen-Weltmeisterschaft 1972